# Seven Steps to Heaven
Seven Steps to Heaven — студийный альбом американского джазового музыканта Майлза Дэвиса, вышедший в 1963 году на лейбле Columbia Records.
Диск был записан в две сессии с разным составом музыкантов.

## Список композиций
1. «Basin Street Blues» — 10:30
2. «Seven Steps to Heaven» — 6:26
3. «I Fall in Love Too Easily» — 6:46
4. «So Near, So Far» — 6:59
5. «Baby, Won’t You Please Come Home?» — 8:28
6. «Joshua» — 7:00

## Участники записи
- Майлс Дейвис — труба
- Джордж Колман (George Coleman) — тенор-саксофон
- Виктор Фелдман (Victor Feldman) — пианино (Апрельская сессия)
- Херби Хэнкок (Herbie Hancock) — пианино (Майская сессия)
- Рон Картер (Ron Carter) — контрабас
- Фрэнк Батлер (Frank Butler) — ударные (Апрельская сессия)
- Тони Уильямс (Tony Williams) — ударные (Майская сессия)